# 262 BD 1
La 262 BD 1 est une locomotive Diesel-électrique (double articulée) du type 2'Co2'+2'Co2' pour trains de vitesse, construite en France en 1937.
Deux locomotives ayant la même disposition d'essieux mais différentes dans leur motorisation Diesel furent commandées en 1935 par les Chemins de Fer PLM : la 262 AD 1 (4 Diesel de 6 cylindres M.A.N.) et la 262 BD 1 (2 Diesel de 12 cylindres Sulzer).

## Histoire
Construites en 1936, elles étaient prévues pour remorquer des trains de voyageurs entre Paris et Menton sans ravitaillement en carburant en cours de route et dans les deux sens, un train rapide de 450 à 600 tonnes à la vitesse commerciale de 100 km/h, dans le cadre des horaires en vigueur à cette époque, avec une vitesse limite portée à 130 km/h sur la majeure partie du parcours.
Ces deux locomotives ont été considérées un temps (entre autres par les autorités militaires) comme une alternative à l'électrification de la ligne de Paris à Lyon.
Leur service, interrompu par la guerre en 1940 (locos remisées à Clermont-Ferrand), s'effectuera finalement entre Paris et Lyon de 1945 à 1950 puis entre Avignon, Marseille et Nice de 1950 à leur retrait du service en 1955.
La sobriété de leur ligne, l'élégance de leur carrosserie rehaussée par une teinte gris clair pour la partie supérieure et bleu roi pour la caisse, furent très remarquées à l'époque. C'était en outre les deux premières machines fioul de route étudiées pour longs parcours en France. L'équipement électrique, la caisse et le châssis provenaient de la Compagnie de Fives-Lille et de la Compagnie des Forges et Aciéries de la Marine et d'Homécourt, entrepreneurs généraux pour la construction. Les deux moteurs Diesel ont été construits sous licence Sulzer par la CCM dans ses usines de Mantes.
Signalons la célèbre locomotive (à double caisse) avec 2 moteurs Sulzer à 12 cylindres, construite en 1938 pour les chemins de fer roumains. Par contre elle était de type 2D1+1D2, d'un poids de 230 tonnes et avait une vitesse maximale de 100 km/h.

## Caractéristiques
- Capacité en combustible : 7 t
- Huile : 1,44 t
- Vitesse limite : 130 km/h (rapport d'engrenage 1=2.81)

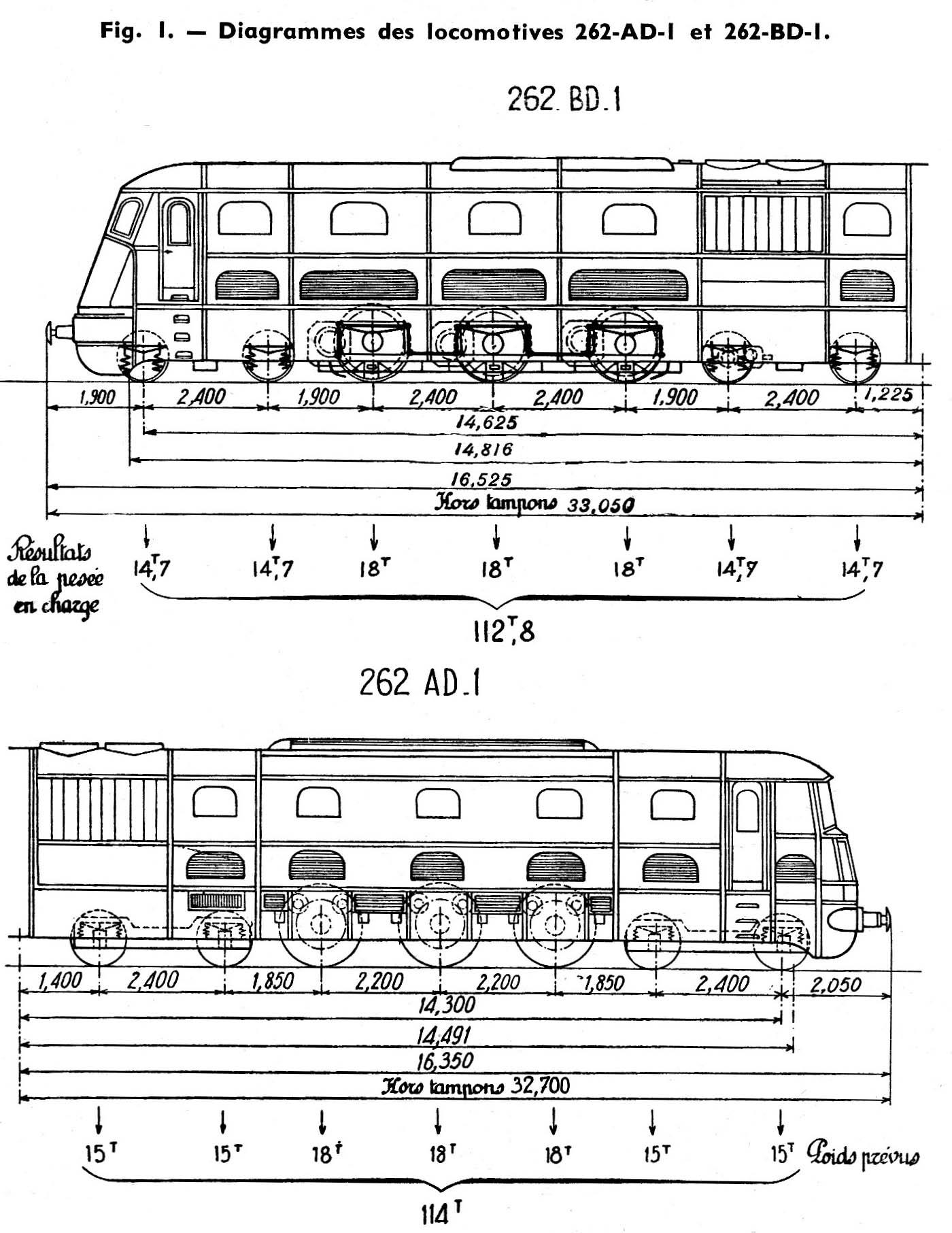
Plan des 262 AD 1 et BD 1

- 2 moteurs Sulzer type 12-LDA-31 à 12 cylindres (deux rangées de 6 cylindres verticaux de 310 × 390 et deux vilebrequins couplés par engrenages) suralimentés par turbo-soufflante Rateau à 4 régimes de marche et fournissant chacun une puissance variable de 750 à 2 200 ch (puissance continue 1 900 ch x 2).

## Modélisme
La 262 DB 1 a été reproduite à l'échelle HO par l'artisan Locoset Loisir (Artmetal-LSL) sous forme de kit à monter.

## Source

#### Ouvrages
- Vauquesal-Papin, Locomotives d'hier et d'aujourd'hui Éditions des Arts et Manufactures - Paris 1958.